# Спас-Деменський район
Спас-Де́менський район — муніципальне утворення в Калузькій області Росії. Адміністративний центр — місто Спас-Деменськ.

## Географія
Спас-Деменський район знаходиться на заході Калузької області. Площа району 1380 км². Межує з Барятинським, Кіровським, Куйбишевським районами Калузької області, на північному заході — з Смоленською областю.
Район розташований на Смоленсько-Московській височині, в складі якої виділяється Спас-Деменська гряда. Найвища точка гряди — Зайцева гора (279 м над рівнем моря). Моренне походження гряди зумовлює холмисто-рівнинний характер рельєфу.
Основні річки — Деміна, Снопот, Болва (витік розташований поблизу села Болва, недалеко від міста Спас-Деменськ), Мала Ворона (в районі с. Порожня). Велика частина річок бере свій початок в верхових болотах. Територією району проходить вододіл Волги і Дніпра. Спас-Деменський район сильно заболочений (5 % території припадає на частку боліт). Як наслідок є великі запаси торфу, які становлять 93,6 тис. м³. Біля сіл Слободи і Чіпляева виявлені запаси бурого вугілля.
Клімат помірно-континентальний. Максимальна кількість опадів припадає на літні місяці, мінімальне — на зимові.

## Історія
Спас-Деменський район було утворено в 1929 році на основі Спас-Деменського повіту.